# Ольштинський планетарій

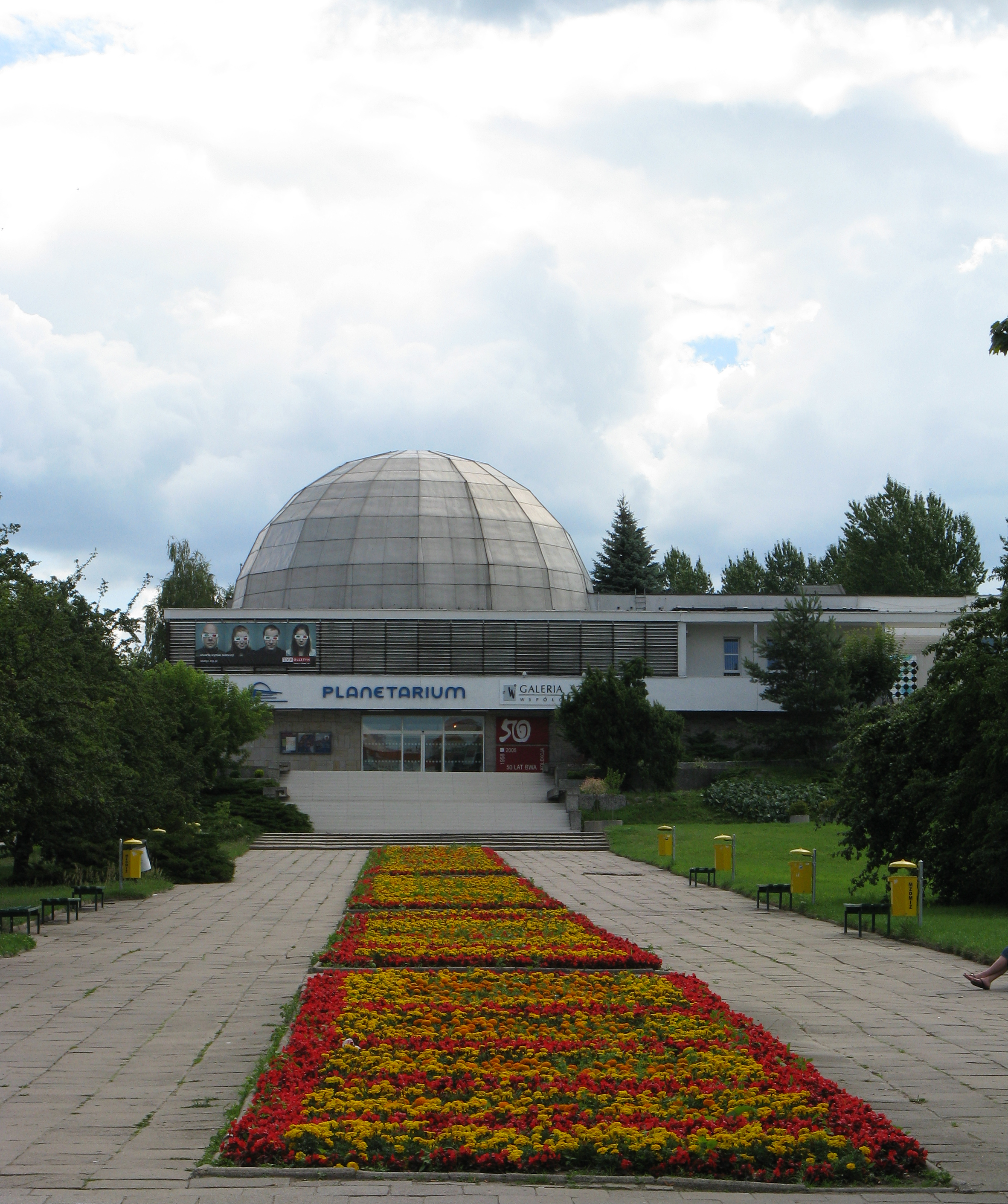
Планетарій в Ольштині

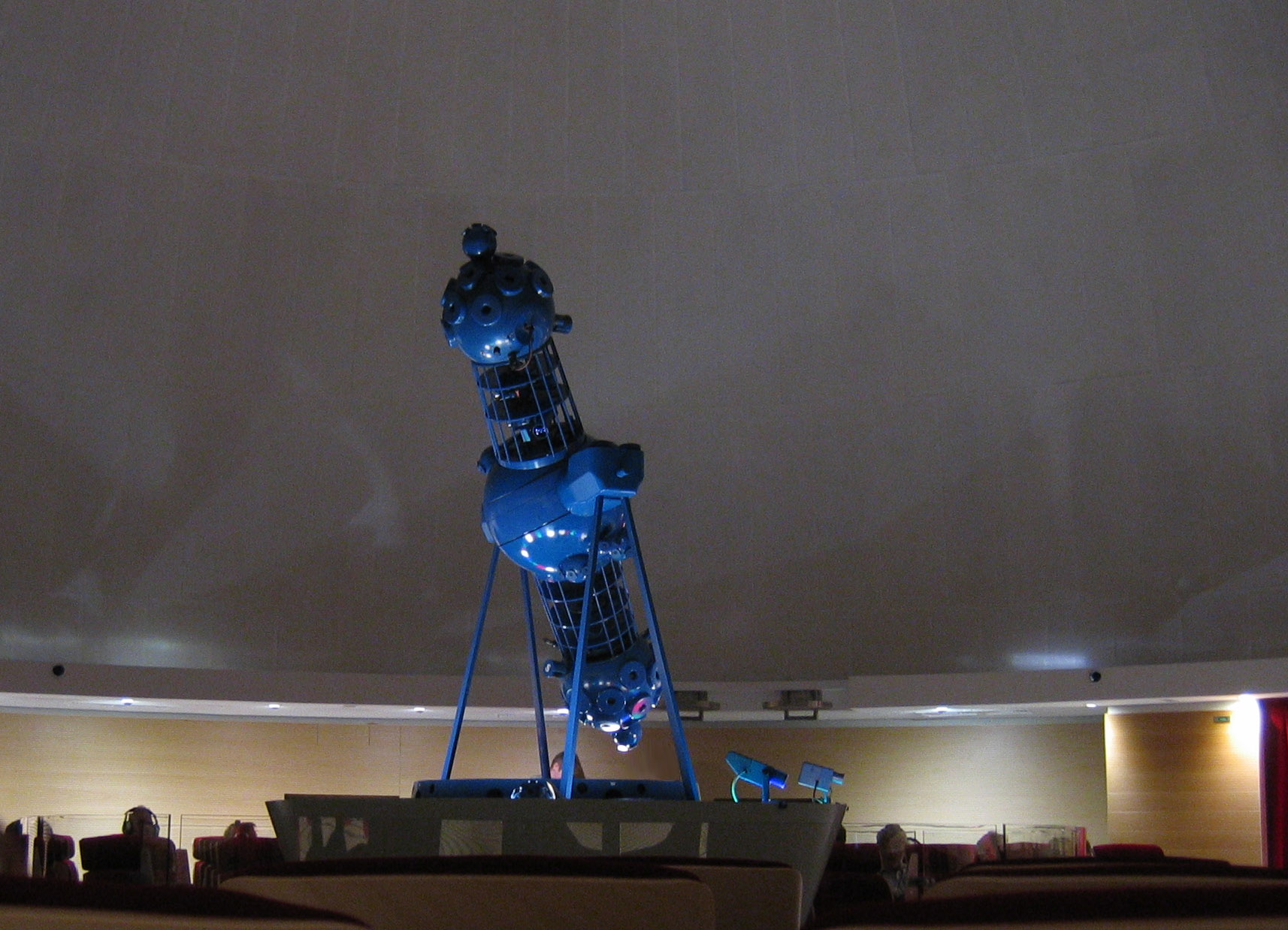
Проектор ольштинського планетарію

Планетарій в Ольштині — пам'ятник, побудований на честь Миколая Коперника, другий за величиною у Польщі. Його відкриття відбулося 19 лютого 1973 року, в 500-річчя від дня народження великого астронома. Розташований на вул. Пілсудського. Будівля запроектована Людміром Гославським.
Художник Стефан Кнапп з Лондона створив кольорову композицію, на яку складається 205 плиток. Вона розташована на східній стіні атріуму. Створив він також портрет Миколая Коперника, який висить у коридорі. Крім того, знаходиться там також фреска Зигмунда Дроньського, яка зображує туманність Кінська Голова із сузір'я Оріон.
- Тип проектора: Spacemaster RFP
- Діаметр куполу 15 м
- Кількість місць: 200

Основною формою діяльності планетарію є астрономічні програми. Кожного року оглядають їх десятки тисяч глядачів. В проєкціях показується зоряне небо і цікаві астрономічні явища, які на довго залишаються в пам'яті глядача. Молодим людям з початкових і середніх шкіл планетарій пропонує дидактичні проекти. Для людей, які більш зацікавлені астрономією організовуються лекції, які викладають фахівці з польських дослідницьких центрів. Теми лекції стосуються різних проблем пов'язаних з астрономією, космонавтикою та історією астрономії та подібних наук. В планетарію знаходиться також спеціалізована бібліотека, яка рахує кілька тисяч томів, і десятки журналів, в основному з тематики астрономії, астронавтики та подібних дисциплін.